# Maestro de Liesborn

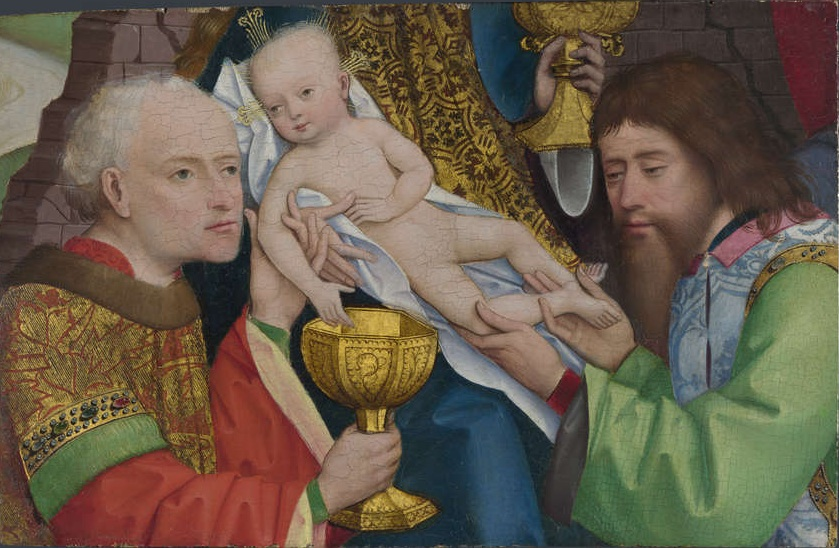
Adoración de los Magos (fragmento), Maestro de Liesborn

El Maestro de Liesborn fue un pintor de Westfalia, del siglo XV, que no se conoce su verdadera identidad.

## Biografía
En 1465 el pintor ejecutó un altar para la abadía benedictina de Liesborn Su nombre no es mencionado por el historiador del monasterio, quién, aun así, declara que los griegos le habrían considerado un artista del primer rango.
En la supresión del monasterio en 1807, su obra fue vendida, dividida en partes. Las partes principales, algunas de ellas fragmentadas, se encuentran ahora en la National Gallery, Londres,  y en el LWL-Landesmuseum für Kunst und Kulturgeschichte en Münster, y en colecciones privadas. Un número pequeño de piezas se muestran al público en el museo.
El altar no tuvo partes plegables, cuando era obligada, pero en cambio las pinturas se colocaron lado a lado en un tablero largo. En el centro estaba un Cristo crucificado, con la Virgen María acompañado con San Cosme y San Damian, y por el otro lado San Juan, Escolástica de Nursia y Benito de Nursia. Cuatro ángeles cogen la sangre que vierten sus heridas. La cabeza del Salvador aún se preserva igual que los bustos de los santos y varios ángeles con cálices dorados. El fondo es también dorado. Cuatro escenas de la Biblia se reproducen en los laterales.
La pintura de la Anunciación representa un apartamento doble, la habitación de frente es representada como una zona de oración y el otro un dormitorio. Las ventanas dan paso a un paisaje. La Virgen, con un manto azul sobre una túnica de brocado de oro, está en su reclinatorio mirando hacia el ángel, quién, con una vestimenta lujosa y aguantando en su mano izquierda un cetro, le entrega su saludo. Del grupo de la Natividad, aún quedan cinco ángeles, quiénes se arrodillan en la tierra alrededor del Niño Jesús..
De la "Adoración de los Magos" queda solo un fragmento. 
La "Presentación en el Templo" muestra un sacerdote venerable, a quien la Virgen presenta al Niño Jesús puesto en una tela blanca: tres testigos rodean el sacerdote, mientras la madre está atendida por dos sirvientes llevando palomas. Varios tableros han sido perdidos. 
El Liesborn el artista no es tan realista como van Eyck, pero su gran característica es el gusto por la pureza.